# Grime vs. Grandeur
Grime vs. Grandeur är det svenska power metal-bandet Falconers fjärde album, utgivet 2005.

## Låtlista
1. "Emotional Skies" - 5:11
2. "Purgatory Time" - 4:43
3. "I Refuse" - 4:34
4. "Humanity Overdose" - 6:16
5. "The Assailant" - 3:42
6. "Power" - 6:04
7. "No Tears for Strangers" - 5:48
8. "The Return" - 5:08
9. "Jack the Knife" - 4:22
10. "Child of the Wild" - 6:54
11. "Wake Up" - 4:15 (Digipack bonus) (ft. Andy La Rocque)
12. "Rock 'n' Roll Devil" - 2:51 (Japan bonus)